# Lista școlilor din Oradea
Oradea este unul din principalele centre educaționale din România. Aici se află Universitatea din Oradea, unul din cele mai mari și moderne universități din țară. De asemenea există și universități private, precum Universitatea Agora, o instituție academică modernă fondată în anul 2000, și Universitatea Emanuel, o școală academică baptistă, fondată în anul 2002. Tot la Oradea se găsește una din cele mai vechi universități private din România, Universitatea Creștină Partium (fostul Colegiu Reformat "Sulyok Istvan"), fondată în 1990. Este totodată singura instituție educațională superioară cu predare în limba maghiară din Oradea.

## Învățământ preuniversitar
| Licee, Colegii, Grupuri Școlare: - Liceul Greco-Catolic "Iuliu Maniu" - Liceul Teoretic "Aurel Lazăr" - Liceul Ortodox "Episcop Roman Ciorogariu" - Liceul Teoretic "Ady Endre" - Liceul Teoretic "Don Orione" - Liceul Teoretic "Lucian Blaga" - Liceul Teoretic Reformat "Lorántffy Zsuzsanna" - Liceul Teoretic "Onisifor Ghibu" - Liceul Teologic Greco-Catolic - Liceul Teologic Baptist "Emanuel" - Liceul Teologic Penticostal - Liceul Teologic Romano-Catolic "Szent László" - Colegiul Național "Iosif Vulcan" - Liceul cu Program Sportiv "Bihorul" - Liceul de Artă - Colegiul Tehnic "Constantin Brâncuși" - Colegiul Tehnic "Dimitrie Leonida" - Colegiul Tehnic "Mihai Viteazul" - Colegiul Tehnic "Traian Vuia" | - Colegiul Economic "Partenie Cosma" - Colegiul Național "Emanuil Gojdu" - Colegiul Național "Mihai Eminescu" - Grupul Școlar "Andrei Șaguna" - Grupul Școlar "Transilvania" - Grupul Școlar Sanitar "Vasile Voiculescu" Școli Primare, Gimnazii: - Școala cu clasele I-VIII (fostă nr. 1) - Școala cu clasele I-VIII "Alexandru Roman" - Școala cu clasele I-VIII "Oltea Doamna" (fostă nr. 4) - Școala cu clasele I-VIII (fostă nr. 5) - Școala cu clasele I-VIII "Dimitrie Cantemir" - Școala cu clasele I-VIII "Lucreția Suciu" (fostă nr. 7) - Școala cu clasele I-VIII "Nicolae Bălcescu" (fostă nr. 8) - Școala cu clasele I-VIII "Szacsvay Imre" (fostă nr. 9) - Școala cu clasele I-VIII "Decebal" (fostă nr. 10) - Școala cu clasele I-VIII (fostă nr. 11) | - Școala cu clasele I-VIII "Avram Iancu" (fostă nr. 12) - Școala cu clasele I-VIII "Ion Bogdan" (fostă nr. 13) - Școala Germană cu clasele I-VIII "Dacia" (fostă nr. 14) - Școala cu clasele I-VIII (fostă nr. 16) - Școala cu clasele I-VIII "Andrei Mureșanu" (fostă nr. 17) - Școala cu clasele I-VIII "Octavian Goga" (fostă nr. 18) Școli de Arte și Meserii - Școala Profesională nr. 1 (băieți - învățământ special) - Școala Profesională nr. 2 (fete - învățământ special) - Școala Tehnică Postliceală “Henri Coandă” Școli Speciale - Școala cu Învățământ Special cu clasele I-VIII nr. 1 - Școala Specială cu clasele I-VIII nr.2 - Școala Specială cu clasele I-VIII nr. 3 |

## Învățământ postuniversitar
| - Universitatea din Oradea - - Universitatea Creștină Partium - Arhivat în 3 martie 2009, la Wayback Machine. - Universitatea Emanuel - | - Universitatea AGORA - - Universitatea Spiru Haret - |